# Вітряні млини села Вигурівщина
Вітряні млини села Вигурівщина — втрачені вітряки, що існували в селі Вигурівщина (нині - частина Києва) з кінця ХІХ століття. Належали до групи вітряків у приміській смузі Києва.

## Історія
Вітряки у селі Вигурівщина, ймовірно, виникають наприкінці ХІХ століття. Їх зафіксувала топографічна карта 1897/1918 років. У селі існувало 4 вітряки. 3 стояли разом, утворюючи групу, четвертий стояв окремо у іншому місці. Через розбудову села у 1-й третині ХХ ст. вітряки було перенесено на інше місце. Окрім того, їх стало 3. Ймовірно, вітряки зникли до початку 1940-х років - на німецькій аерофотозйомці 1943 року вітряки не проглядаються.

## Локалізація вітряків на сучасній місцевості
Топографічна карта 1897/1918 років зафіксувала точне місце розташування вітряків - три вітряки стояли на місці сучасного будинку на просп. Червоної Калини, 35, один — біля сучасного блоку торгово-побутових послуг на Архітектора Ніколаєва, 7. Топографічна карта 1932 року позначає вітряки на місці сучасних будинків на просп. Червоної Калини, 24 та 28.